# Prolita geniata
Prolita geniata is een vlinder uit de familie van de tastermotten (Gelechiidae). De wetenschappelijke naam van de soort werd voor het eerst geldig gepubliceerd in 1966 door Ronald W. Hodges.